# Bramã
Bramã (em sânscrito: brahman, forma masculina e neutra de ब्रह्म, brahma) é um conceito do hinduísmo, semelhante ao conceito de absoluto presente em outras religiões. O termo designa o princípio divino, não personalizado e neutro do bramanismo e da teosofia. Não deve ser confundido com Brama, que, juntamente com Vixenu e Xiva, forma a trindade (trimurti) clássica hindu.
Na teosofia, Bramã é o "Absoluto", o "Espírito Divino e Infinito" que emana no início de um novo ciclo de manifestação (chamado Mahamanvantara). Portanto, é a origem e raiz de toda a consciência que evolui neste mundo. Para o hinduísmo, esta evolução ocorre por sucessivas encarnações, doutrina esta que é chamada de metempsicose.
A metempsicose hindu fundamenta-se em dois conceitos principais:
- Saṁsāra - significando que a realidade é considerada como um evoluir fenomênico;
- Carma - que denota a conexão entre os atos no mundo fenomênico.

Este mundo fenomênico é entendido como ilusório e a origem de todo o sofrimento humano.
Assim, no hinduísmo, a libertação deste ciclo de sofrimento é concebida como uma absorção no absoluto (Brahman ou Parabrahman), chamada nirvana. Assim, o bramã é considerado a origem e o fim de tudo.

## Bramã no Advaita Vedānta
De acordo com a linha filosófica de Advaita Vedānta, conforme estabelecida por Śaṅkarācārya e fundamentada em preceitos de advaita-vada ancestrais e seguindo a tradição védica, o bramã é tudo o que existe e nada pode existir além do bramã. Portanto, ele é a Verdade Absoluta, ou a Realidade Suprema, que envolve, absorve e harmoniza todos os conceitos duais. O Vedānta caracteriza bramã como saccidānanda: realidade (sat), consciência (cit) e felicidade (ānanda). Brahman é também a essência de cada indivíduo, o Eu mais interno ou ātman. Várias upanishads e outros textos indianos indicam que bramã não pode ser atingido pelo pensamento, embora possa ser captado através de uma vivência direta, por uma pessoa em estado de samādhi.
A entidade viva imersa em avidyā ("ignorância") se considera diferente do Brahman devido aos seus conceitos de aham e mamata, "ego" e "egoísmo", que desaparecem através de jñāna  ("filosofia"), que promove vidyā ("sabedoria" ou "ciência") e que leva ao mokṣa ("liberação"), eliminando o saṁsāra, ou ciclo de nascimentos e mortes.
Conceitos como o de Parabrahman, segundo esta óptica, são absurdos, uma vez que nada pode ser maior, superior, menor ou inferior a Bramã, que por definição é não dual e absorve, elimina e harmoniza os conceitos duais, nada existindo além dele.

## Brahman nas Upaniṣads

### Kaṭhopaniṣad, I:2.18
न जायते मृयते वा िवपिश्चन् नायं कु तिश्चन्न बभूव किश्चत् ।  अजो िनत्यः शाश्वतोऽयं पुराणो न हन्यते हन्यमाने शरीरे ॥
na jāyate mṛyate vā vipaścin nāyaṁ kutaścinna babhūva kaścit |  ajo nityaḥ śāśvato’yaṁ purāṇo na hanyate hanyamāne śarīre ||
"O Ilimitado, que é Todo-o-Conhecimento,   não nasceu nem morrerá. Estando   além de causa e efeito, é imutável,   constante e eterno. Ele não perece   quando o corpo se extingue". 

### Īśopaniṣad, 5
तदेजित तन्नैजित तद्दुरे तद्विन्तके ।  तदन्तरस्य सवर्स्य तदु सवर्स्यास्य बाह्यतः ॥
tadejati tannaijati taddūre tadvantike |  tadantarasya sarvasya tadu sarvasyāsya bāhyataḥ ||
"Esse [Brahman] parece mover-se, mas está sempre quieto.  Parece estar longe, mas está sempre perto.  Está em tudo, e a tudo transcende". 

### Muṇḍakopaniṣad, I:1.9
यः सवर्ज्ञः सर्वविद् यस्य ज्ञानमयं तपः ।   तस्मादेतद् ब्रह्म नाम रूपमन्नं च जायते ॥
yaḥ sarvajñaḥ sarvavid yasya jñānamayaṁ tapaḥ |  tasmādetad brahma nāma rūpamannaṁ ca jāyate ||
"Este Ilimitado Brahman é todo o conhecimento: do grande e  do pequeno, de tudo o que é manifestado. Seu esforço   é puro conhecimento. Deste Ser nasceram a natureza, os nomes e formas e o alimento". 

### Chāndogyopaniṣad, III:14.1
सवर्म् खिल्वदम् ब्रह्म ॥ sarvam khalvidam brahma || "Tudo é, de fato, Brahman, o Ilimitado".

### Amṛtabindūpaniṣad, 6
नैव चिन्त्यं न चािचन्त्यं न चिन्त्यं चिन्त्यमेव च ।  पक्षपातिविनमुर्क्तं ब्रह्म सम्पद्यते तदा ॥
naiva cintyaṁ na cācintyaṁ na cintyaṁ cintyameva ca |  pakṣapātavinirmuktaṁ brahma sampadyate tadā ||
"[Brahman] não é concebível [pois não é um objeto];  nem é inconcebível [pois não cabe no pensar].  Embora não possa ser objeto do pensar, deve-se   meditar nele [como a fonte da Plenitude]. O Ser,  livre de conceitos, é assim alcançado [conhecido]". 